# とく宣
『とく宣』（とくせん）は、CBCテレビで放送されていた番宣番組である。

## 概要
毎週月曜 - 金曜のおおむね15:47頃から放送されていたミニ番組で、TBS『2時っチャオ!』の開始以後は同番組内のローカル差し替え番組として放送されていた。収録は毎回東海3県（主に名古屋市内）の保育園や幼稚園で行われていた。夏休み中は保育園や幼稚園が休みのため、代わりに東海3県にある番組お薦めのスポットで収録していた。
なおCBCでは、『2時っチャオ!』の終了直後にも『とく天』（とくてん）というミニ番組が放送されていた。こちらは天気予報で、『2時っチャオ!』自体が終了した後も2010年9月28日まで同局で放送され続けた。

## 出演者

### CBCアナウンサー
- 氏田朋子
- 青池奈津子 - 2006年3月まで出演。
- 占部沙矢香
- 古川枝里子 - 氏田の代理で出演したことがある。

### CBCキャラクター
- しびしだぞう
- 子龍ちゃん